# Shōma Kamata
Shōma Kamata (japanisch 鎌田 翔雅 Kamata Shōma; * 15. Juni 1989 in der Präfektur Kanagawa) ist ein japanischer Fußballspieler.

## Karriere
Kamata erlernte das Fußballspielen in der Jugendmannschaft von Shonan Bellmare. Seinen ersten Vertrag unterschrieb er 2008 bei Shonan Bellmare. Der Verein spielte in der zweithöchsten Liga des Landes, der J2 League. Für den Verein absolvierte er neun Ligaspiele. 2010 wurde er an den Ligakonkurrenten JEF United Chiba ausgeliehen. Für den Verein absolvierte er 15 Ligaspiele. 2011 kehrte er zu Shonan Bellmare zurück. 2012 wurde er mit dem Verein Vizemeister der J2 League und stieg in die J1 League auf. Für den Verein absolvierte er 81 Ligaspiele. 2014 wechselte er zum Zweitligisten Fagiano Okayama. Für den Verein absolvierte er 15 Ligaspiele. 2015 wechselte er zum Erstligisten Shimizu S-Pulse. Am Ende der Saison 2015 stieg der Verein in die J2 League ab. 2016 wurde er mit dem Verein Vizemeister der J2 League und stieg wieder in die J1 League auf. Für den Verein absolvierte er 51 Ligaspiele. 2020 wechselte er zum Drittligisten Blaublitz Akita. Mit Blaublitz feierte er 2020 die Meisterschaft der dritten Liga und den Aufstieg in die zweite Liga. Nach dem Aufstieg verließ er Blaublitz und schloss sich am 26. März 2021 dem Drittligisten Fukushima United FC an. Bei dem Verein aus Fukushima stand er eine Saison unter Vertrag. Für Fukushima spielte er 25-mal in der dritten Liga. Im Januar 2022 unterschrieb er einen Vertrag beim ebenfalls in der dritten Liga spielenden Kataller Toyama.

## Erfolge
Blaublitz Akita
- J3 League: 2020  ▲